# Jon Gorenc Stanković
Jon Gorenc Stanković, né le 14 janvier 1996 à Ljubljana, est un footballeur international slovène, qui joue au poste de milieu défensif ou de défenseur central au Sturm Graz.

## Biographie

### En club
Jon Gorenc Stanković rejoint le NK Domžale à l'âge de dix ans, avant de rejoindre l'équipe première six ans plus tard. Il dispute son premier match professionnel le 8 mai 2013 face au FC Koper en championnat de Slovénie. Trois jours plus tard, il porte le brassard de capitaine de son équipe face au NK Triglav Kranj. Le 4 juillet 2013, il dispute son premier match européen face à l'Astra Giurgiu en premier tour de qualification à la Ligue Europa.
En 2014, il rejoint l'équipe réserve du Borussia Dortmund. Le 17 septembre 2014, il dispute son unique match de Youth League face à Arsenal. Le 18 octobre 2014, il marque son premier but en professionnel face au VfL Osnabrück en 3. Liga.
Le 8 juillet 2016, il rallie Huddersfield Town, alors pensionnaire de deuxième division, avec qui il paraphe un contrat de quatre ans. Le 19 août 2018, Gorenc Stanković dispute son premier match de Premier League face à Manchester City, et marque par la même occasion son premier but pour le club au cours de la défaite 6-1. Il dispute au total 11 rencontres de championnat d'Angleterre au cours de la saison 2018-2019.
Le 29 juin 2020, il rejoint le Sturm Graz, où il signe un contrat de trois saisons. Il reste cependant à Huddersfield jusqu'à la fin du mois de juillet pour terminer la saison de Championship. En octobre 2021, après avoir marqué sept buts et donné cinq passes décisives en 52 matchs avec le club autrichien, il prolonge son contrat jusqu'en 2025. En novembre 2023, son contrat est à nouveau prolongé, cette fois jusqu'en 2027. En 2024, il remporte le championnat d'Autriche avec le Sturm, mettant fin à dix années de règne du Red Bull Salzbourg.

### En sélection
En mai 2016, il est appelé pour la première fois en équipe de Slovénie pour pallier les blessures de Miral Samardžić et de Andraž Kirm. Il ne dispute cependant pas les matchs amicaux prévus contre la Suède et la Turquie.
Le 7 octobre 2020, quatre ans après sa première convocation, Jon Gorenc Stanković honore sa première sélection en équipe de Slovénie face à Saint-Marin en match amical.
Le 4 juin 2021, il inscrit son premier but international face à Gibraltar en match amical.
En mai 2024, il est sélectionné par Matjaž Kek dans la liste élargie pour préparer l'Euro 2024. Il fait aussi partie de la liste finale de 26 joueurs qui disputent la compétition. Il rentre en jeu au cours des quatre matchs disputés par les Slovènes au cours de la compétition, qui les voit atteindre les huitièmes de finale pour la première fois de leur histoire.

## Palmarès
Sturm Graz
- Championnat d'Autriche (2) :
  - Champion : 2023-2024 et 2024-2025.
- Coupe d'Autriche de football (2) :
  - Vainqueur : 2022-2023 et 2023-2024.